# Asociación para el Progreso de las Comunicaciones
La Asociación para el Progreso de las Comunicaciones (APC) es una red internacional de organizaciones de la sociedad civil fundada en 1990 para proporcionar infraestructura de comunicaciones, incluyendo aplicaciones de internet, a grupos e individuos que trabajan por la paz, los derechos humanos, la protección del ambiente y la sustentabilidad. Pioneros en el uso de las TIC (tecnologías de la información y comunicación), en particular en países en desarrollo, los miembros de APC muchas veces fueron los primeros proveedores de internet en sus países. 
APC es una red de activistas sociales que usan internet para hacer del mundo un lugar mejor. APC tanto una red como una organización, y sus miembros son grupos que trabajan en sus países para llevar a cabo la misma misión que APC. Tiene más de 50 miembros de cinco continentes y el 80% son de países en desarrollo. Esto es tanto un desafío como una fortaleza, porque los miembros de APC están en los extremos del desarrollo de internet (en Corea del Sur con una conectividad increíble y en zonas rurales de Nigeria que usan baterías de autos y energía solar para alimentar las computadores) y en todas las gamas de grises que existen entre ellos. 
La visión de APC es "que todas las personas tengan acceso a un internet libre y abierto para mejorar sus vidas y lograr un mundo más justo".

## Miembros de APC

### América del Norte
- Alternatives, Canadá
- Institute for Global Communications (IGC), Estados Unidos
- LaborNet, Estados Unidos
- LaNeta, México
- Web Networks, Canadá

### América del Sur
- CEPES, Perú
- Colnodo, Colombia
- Fundación Escuela Latinoamericana de Redes (EsLaRed), Venezuela
- Instituto del Tercer Mundo (ITeM), Uruguay
- Nodo Tau, Argentina
- Wamani, Argentina
- RITS, Brasil

### Caribe
- Fundación Redes y Desarrollo - FUNREDES, República Dominicana

### Europa
- BlueLink, Bulgaria
- Computer Aid International, Reino Unido
- GreenNet, Reino Unido
- Green Spider, eeuu
- Fundación Metamorphosis, Macedonia
- OWPSEE, Bosnia-Herzegovina
- Pangea.org, España
- StrawberryNet, Rumania
- ZaMirNet, Croacia

### África del Norte y Oriental
- ArabDev, Egipto
- Enda-Tiers Monde, Senegal
- Fantsuam Foundation, Nigeria

### África del Sur y Occidental
- Arid Lands Information Network (East Africa), Kenia
- Community Education Computer Society (CECS), Sudáfrica
- SANGONeT, Sudáfrica
- Ungana-Afrika, Sudáfrica
- Women'sNet, Sudáfrica
- WOUGNET - Women of Uganda Network, Uganda

### Asia-Pacífico
- Bytes for All.org, Asia del Sur
- APC.au, Australia] (c2o)
- Foundation for Media Alternatives (FMA), Filipinas
- JCA-NET, Japón
- JCafe, Japón
- Korean Progressive Network Jinbonet, Corea del Sur
- Open Institute of Cambodia, Camboya
- WomensHub, Filipinas